# Norra Karelens län
Norra Karelens län (finska Pohjois-Karjalan lääni) var mellan 1960 och 1997 ett län i Finland. Residensstad var Joensuu. Tidigare hörde området till Kuopio län. I samband med länsreformen 1997 blev det en del av Östra Finlands län den 1 september 1997.
|  |  |  |  |

## Kommuner 1997
| - Bräkylä - Eno - Ilomants - Joensuu - Juga | - Kesälahti - Kides - Kiihtelysvaara - Kontiolax - Libelits | - Lieksa - Nurmes - Outokumpu - Polvijärvi - Pyhäselkä | - Tohmajärvi - Tuupovaara - Valtimo - Värtsilä |

### Tidigare Kommuner
- Nurmes landskommun
- Pielisjärvi

## Landshövdingar
- Lauri Riikonen 1960–1967
- Esa Timonen 1967–1992
- Hannu Tenhiälä 1992–1997